# Valea Mantei, Prahova
Valea Mantei este un sat în comuna Valea Călugărească din județul Prahova, Muntenia, România. Acesta este situat in centrul celei mai importante suprafețe cultivată cu viță de vie a Institutului de Cercetare-Dezvoltare pentru Viticultură și Vinificație Valea Călugărească.
 Acest articol despre o localitate din județul Prahova este deocamdată un ciot. Puteți ajuta Wikipedia prin completarea lui.